# Marx21
Marx21 (orthographié aussi marx21) est une organisation trotskiste au sein du parti Die Linke, proche de la Tendance socialiste internationale. Avec environ 300 membres, elle n'est pas une organisation reconnue au sein du parti par le comité directeur de Die Linke.

## Création
Le 1er septembre 2007, une conférence des délégués de Linksruck (de) à Francfort-sur-le-Main décide la dissolution formelle de l'organisation. C'est la conséquence d'un processus de discussion qui avait commencé dans les mois précédant la fusion du PDS et du WASG dans le parti Die Linke. Le lendemain, les personnes présentes, dont des délégués de la conférence, décident de créer Marx21.

## Idéologie
Marx21 se définit comme un « réseau autour du magazine marx21 ». Le magazine paraît quatre fois par an. Il existe des continuités avec l'organisation précédente Linksruck, tant au niveau du personnel que du contenu. Ainsi, le réseau insiste sur des positions anti-impérialistes, s'oppose à la participation du parti Die Linke aux gouvernements, revendique un « socialisme d'en bas » et se considère comme appartenant à une tradition révolutionnaire. Les membres de Marx21 sont engagés dans le mouvement antimondialisation et le mouvement pacifiste. Au cours du printemps arabe, Marx21 a soutenu le renversement des gouvernements tunisien, libyen, égyptien, syrien et d'autres. Les interventions militaires des pays de l'OTAN sont massivement critiquées. 
Une fois par an, les membres de l'organisation organisent le congrès Marx Is Muss à Berlin. 

## Évaluation par le Verfassungsschutz
Marx21 est inspecté par la l'office de protection de la Constitution (Verfassungsschutz) et régulièrement évalué dans les rapports de protection de la Constitution des Länder et de la Fédération. Le Verfassungsschutz y voit l'objectif de l'organisation dans « l'établissement d'un ordre social communiste ». 
L'Office d'État bavarois pour la protection de la constitution classe Marx21 comme une association ouvertement extrémiste. En 2011, l'Office fédéral de protection de la constitution a classé Marx21 comme une association d'extrême gauche et comme « l'organisation trotskiste la plus active ». Il accuse également Marx21 d'entrisme. 
Selon l'Office fédéral de protection de la Constitution, Marx21 faisait partie de la Tendance socialiste internationale (TSI) en 2011. Cette affirmation ne ressort cependant pas de la présentation que Marx21 fait de lui-même. Selon la Tendance socialiste internationale, Marx21 s'inscrit dans leur tradition, mais n'est plus membre depuis la dissolution de Linksruck (de). 

## CongrèsMarx is Muss
Depuis la dissolution de Linksruck et sa refondation sous le nom de Marx21, le réseau organise une fois par an à Berlin un congrès de plusieurs jours intitulé Marx is Muss, auquel participent, outre ses propres membres et députés au sein de Linkspartei, d'autres membres et députés éminents de Linkspartei en tant qu'intervenants. Déjà en 2007, « plusieurs représentants de l'aile gauche du parti […], dont la députée européenne Sahra Wagenknecht, porte-parole de la Plateforme communiste, ainsi que les députés du Bundestag Sevim Dagdelen de Rhénanie-du-Nord-Westphalie et Werner Dreibus (de) de Hesse, y ont fait des exposés »,,. En 2011, Oskar Lafontaine, alors président du groupe parlementaire de Die Linke, prend la parole lors du congrès. Entre-temps, ces derniers ont également été critiqués dans différents articles du réseau. L'organisation sœur autrichienne Linkswende, restée au sein de la Tendance socialiste internationale, a également organisé en 2018 et 2019 à Vienne un congrès appelé Marx is Muss,.

## Publications
L'organisation Marx21 publie la revue marx21. La revue est partenaire de coopération du site web Linksnet (de). Les membres de Marx21 ne travaillent pas seulement dans leur propre organe de publication du même nom, mais aussi dans des publications du parti Die Linke. En outre, le réseau publie aussi régulièrement ses propres brochures théoriques sous la maison d'édition Edition Aurora. Une fois par an, Theorie21 est un résumé de l'état des débats internes au réseau sur des thèmes complexes, notamment sur les syndicats, le racisme et l'État. Des brochures théoriques issues de la tradition TSI sont également publiées régulièrement. 